# امبروجو مورلی
امبروجو مورلی (ایتالیایی: Ambrogio Morelli; ۴ سپتامبر ۱۹۰۵ – ۱۰ اکتبر ۲۰۰۰) دوچرخه‌سوار اهل ایتالیا بود.